# Hermann Thoms

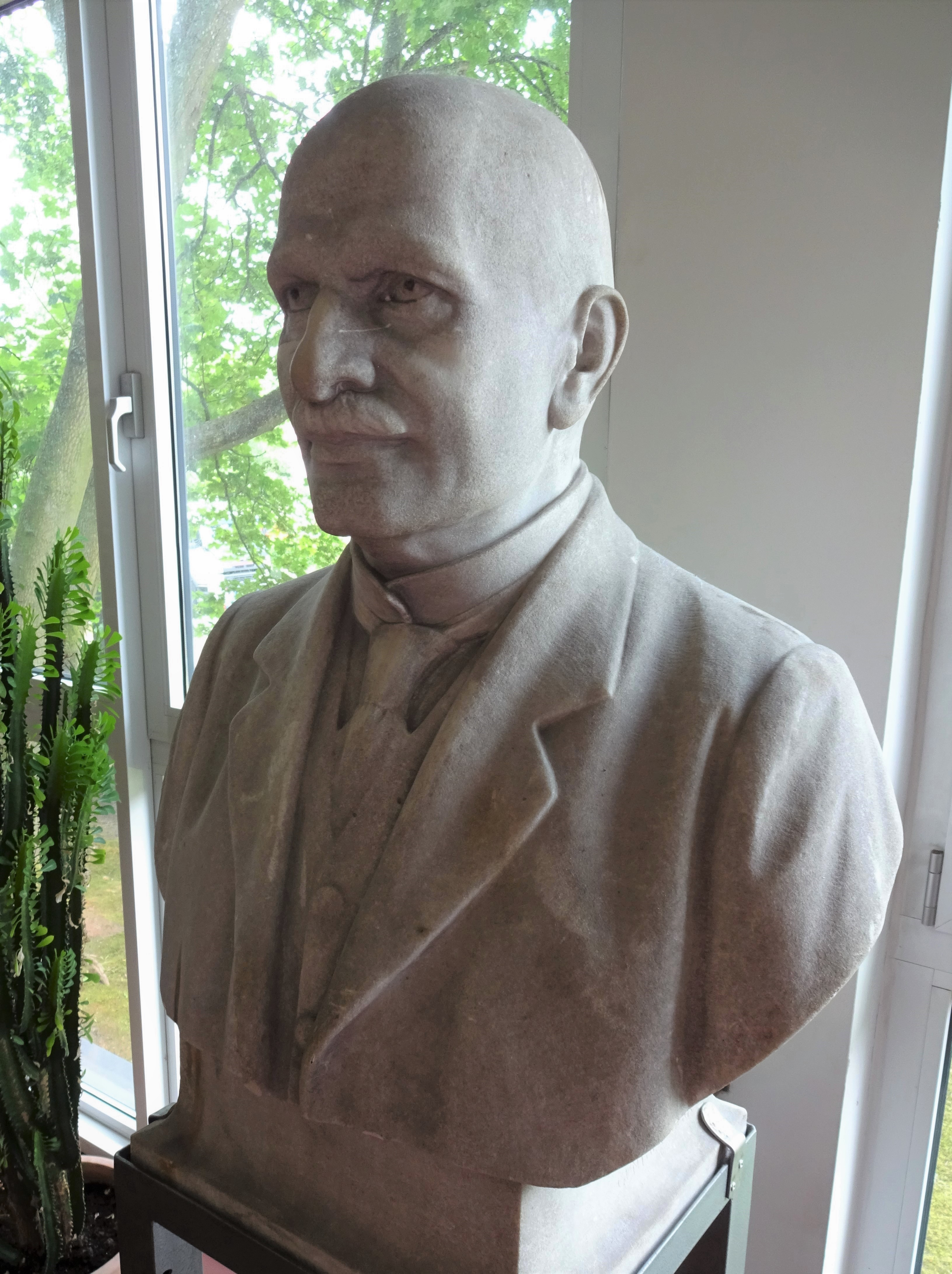
Hermann Thoms, Büste von Heinrich Günther-Gera

Hermann Friedrich Maria Thoms (* 20. März 1859 in Neustrelitz; † 28. November 1931 in Berlin) war ein deutscher Pharmazeut und Hochschullehrer in Berlin. Er gilt als Begründer der wissenschaftlichen Pharmazie in Deutschland.

## Leben
Nach einer Apothekerlehre in Berlin studierte Thoms an der Friedrich-Wilhelms-Universität zu Berlin, der Universität Jena und der Julius-Maximilians-Universität Würzburg Pharmazie. Nach der Promotion (1886) war er bis 1889 Verwalter der Hofapotheke Weimar, von 1889 bis 1893 wissenschaftlicher Leiter einer chemischen Fabrik. Er habilitierte sich 1895 an der Friedrich-Wilhelms-Universität und wurde  Privatdozent. 1900 zum a.o. Professor für Pharmazeutische Chemie ernannt, errichtete er 1900–1902 das Pharmazeutische Universitätsinstitut in Berlin. Er kam 1920 auf den Lehrstuhl und leitete das Institut bis 1927. Von Juli 1923 bis März 1924 unternahm er mit seiner Frau eine Weltreise, auf der er neue kulturelle und naturwissenschaftliche Erfahrungen erfährt.
Schon 1890 gründete er die Deutsche Pharmazeutische Gesellschaft. 1894/95 redigierte er die Apotheker-Zeitung.  1927 wurde er in die Deutsche Akademie der Naturforscher Leopoldina gewählt. Von der Royal Pharmaceutical Society of Great Britain wurde ihm 1931 kurz vor seinem Tod die Goldene Hanbury-Medaille für seine Verdienste in der medizinischen Forschung verliehen. Er war Ehren-Alter-Herr des Corps Cheruscia Berlin im Rudolstädter Senioren-Convent. Thoms führte den Süßstoff Dulcin ein.

## Ruhestätte
Bereits zu Lebzeiten hatte sich Thoms zusammen mit seiner Frau Luise eine Grabstätte auf dem Friedhof in der Lutherstadt Eisenach ausgesucht. Die Lage des Erbbegräbnisses  nahe der  Friedhofskapelle im Norden der Stadt gewährte einen direkten Blick zur Wartburg. Die Beerdigung auf der letzten Ruhestätte  fand im Dezember 1931 statt. Später kümmerte sich die Pharmazeutische Gesellschaft der DDR (PhG-DDR) um das Grab.

## Schriften
- Schule der Pharmacie. Springer, Berlin 1893
  - Teil 2: Chemischer Theil (Digitalisat)
  - Teil 4: Botanischer Theil (Digitalisat)
  - Teil 5: Waarenkunde (Digitalisat)
- Einführung in die praktische Nahrungsmittelchemie. Hirzel, Leipzig 1899 (Digitalisat)
- Weltwanderung zweier Deutscher, zusammen mit Luise Thoms, Dresden 1924
- Handbuch der praktischen und wissenschaftlichen Pharmazie (6 Bde., 1924) Digitalisierte Ausgabe der Universitäts- und Landesbibliothek Düsseldorf
- Betäubungsmittel und Rauschgifte (1929)
- Untersuchungsmethoden für Arzneispezialitäten (1932)